# Запад — 2009
«Запад — 2009» — совместные российско-белорусские оперативно-стратегические военные учения, проводившиеся в  2009 году в Беларуси. Задача учений — подготовка вооружённых сил России и Беларуси к обеспечению стратегической стабильности в восточноевропейском регионе. В учениях были задействованы около 12 500 военнослужащих.
Основное место проведения учений — Обуз-Лесновский полигон. В ходе учения были задействованы полигоны 174-й Доманово, 210-й авиационный полигон ВВС и войск ПВО Ружаны и авиационный полигон 206-й штурмовой авиационной базы Неман. Участвовало свыше 220 танков, около 470 боевых бронированных машин, 230 самоходных и буксируемых артиллерийских орудий, миномётов и реактивных систем залпового огня, 60 самолётов и 40 вертолётов.
С российской стороны участвовали подразделения Московского и Приволжско-Уральского военных округов, Черноморского, Северного и Балтийского флотов, стратегические бомбардировщики Ту-160 и Ту-95, самолёты-разведчики А-50, дежурные силы и средства ПВО.
Начальники Генштабов вооружённых сил России и Беларуси Николай Макаров и Сергей Гурулев выразили удовлетворение степенью взаимодействия белорусских и российских войск.

## Этапы учений
- Подготовка оборонительной операции.
- Оценка эффективности функционирования Единой региональной системы ПВО Республики Беларусь и Российской Федерации по отражению ударов с воздуха и управлению группировками войск при ведении боевых действий за удержание оборонительных рубежей.

Операция по высадке морского десанта проводилась на флотском полигоне Хмелёвка, расположенном на побережье Балтийского моря. В высадке участвовали корабли трёх флотов: Балтийского, Северного и Черноморского. В операции было задействовано около 2 тысяч человек личного состава, более 30 боевых кораблей, около 20 судов обеспечения, до 30 самолётов и вертолётов, около 30 танков, 100 единиц бронированных машин, 40 установок залпового огня и миномётов. Кроме того, были задействованы парашютно-десантный батальон 106-й гвардейской воздушно-десантной дивизии, морская и военно-транспортная авиация.

## Международный инцидент
В ходе учений произошёл международный инцидент. Российский самолёт А-50 приблизился к границе Эстонии и был перехвачен истребителями ВВС Германии, патрулировавшими воздушное пространство стран Балтии. Затем к инциденту подключились российские и финские истребители. Через некоторое время самолёты трёх стран разошлись.